# Псевдоморфизъм
Псевдоморфизъм в минералогията е минерал, който се проявява в нетипична форма, произлизаща от процес на заместване, при който външният вид и размерите остават същите, но първоначалният минерал е заменен от друг. Новообразуваните минерали или смес от такива имитират формата на кристала, който са заместили и се наричат псевдоморфози (буквално „лъжливи форми“). Псевдоморфозизъм се наблюдава при окислителни и редукционни процеси, метасоматични процеси, хидратация, фосфатизация, карбонатизация или силицизация.